# Município Mavinga
Município Mavinga är en kommun i Angola.   Den ligger i provinsen Cuando Cubango, i den södra delen av landet, 1 100 km sydost om huvudstaden Luanda.
Omgivningarna runt Município Mavinga är huvudsakligen savann. Trakten runt Município Mavinga är nära nog obefolkad, med mindre än två invånare per kvadratkilometer.